# Кёлбаса, Оливия
Оливия Кёлбаса (пол. Oliwia Kiołbasa, род. 26 апреля 2000) — польская шахматистка, международный мастер среди женщин (2016), бронзовый (2021) и серебряный (2023) призёр личного чемпионата Европы по шахматам среди женщин.

## Биография
Неоднократная победительница молодёжных чемпионатов Польши по шахматам в разных возрастных группах. В 2008 году была второй на чемпионате Польши по шахматам среди девочек в возрастной группе до 8 лет. В 2010 году выиграла чемпионат Польши по шахматам среди девушек до 10 лет. В 2011 году она выиграла бронзовую медаль чемпионата Польши по шахматам среди девочек в возрастной группе до 12 лет. В 2012 году она выиграла серебряную медаль на чемпионате Польши по шахматам среди девочек в возрастной группе до 12 лет. В 2013 году завоевала бронзовую медаль чемпионата Польши по шахматам среди девушек в возрастной группе до 16 лет. В 2015 году она выиграла чемпионат Польши по шахматам среди девушек в возрастной группе до 18 лет.
Успешно представляла свою страну на международных юношеских шахматных турнирах. В 2010 году в Батуми выиграл юношеский чемпионат Европы по шахматам среди девочек в возрастной группе до 10 лет и за этот успех получил титул мастера ФИДЕ среди женщин (WFM). В 2011 году она выиграла серебряную медаль юношеского чемпионата Европы по шахматам среди девочек в возрастной группе до 12 лет. В 2014 году в Дурбане поделила первое место в возрастной группе до 14 лет среди девочек на юношеском чемпионата мира по шахматам с канадской шахматисткой Циюй Чжоу и заняла второе место только после дополнительных показателей. В январе 2016 года выиграла международный женский шахматный турнир Cracovia и выполнила свою первую норму гроссмейстера. В августе 2018 года в Риге заняла 2-е место юношеский чемпионат Европы по шахматам среди девушек в возрастной группе до 18 лет.
В августе 2021 года в Яссах заняла 3-е место на чемпионате Европы по шахматам среди женщин.
Представляла команду Польши в крупных командных шахматных турнирах:
- в командном чемпионате Европы по шахматам участвовала в 2013 году;
- в командном чемпионате Европы по шахматам среди девушек до 18 лет участвовала 3 раза (2015—2017). В командном зачете завоевала золотую (2017) и 2 серебряные (2015, 2016) медали. В личном зачете завоевала 2 бронзовые (2015, 2016) медали[6].

## Изменения рейтинга
| Графики недоступны из-за технических проблем. См. информацию на Фабрикаторе и на mediawiki.org. |